# БТЗ-52768А
БТЗ-52768А — российский троллейбус, производившийся на Башкирском троллейбусном заводе в 2012–2015 годах, заменивший троллейбус БТЗ-52767А.

## Описание
Спроектирован в 2009 году. Третий вариант из БТЗ-52768. Пассажировместимость — 113 человек. Масса — 18 т.
Троллейбус с асинхронным двигателем мощностью 180 кВт, тяговым приводом с импульсной системой управления на базе IGBT-транзисторов. Оборудован системой автономного хода с полной нагрузкой до 500 м и спутниковой навигации «Глонасс», а также системами дистанционного контроля технического состояния троллейбуса и учёта оплаты проезда пассажиров и видеонаблюдения.

## Города эксплуатации
Эксплуатировался . С 2012 Кирове.